# Legio X Gemina
La Legio X Gemina (Légion X, dite « Jumelle ») était une légion de l’armée romaine créée vers 58 av. J.-C. qui existait encore à la fin du IVe siècle. 
Appelée à l’origine « légion X ‘’Equestris », parce que Jules César s’en servit comme cavalerie, elle participa à de nombreuses batailles durant la Guerre des Gaules. S’étant mutinée sous Auguste, elle perdit le cognomen (surnom) Equestris et, après avoir reçu l’apport de légionnaires d’autres légions, fut renommée Gemina. Elle participa à la conquête du nord-ouest de l’Hispanie par Auguste. 
Sous les Flaviens, elle fut stationnée en Germanie inférieure après un bref séjour en Hispanie. Au IIe siècle elle s’installa en Pannonie où elle se vit confier la garde d’un vaste territoire. Après avoir participé aux campagnes de Trajan, elle fut cantonnée à Vienne où elle devait demeurer par la suite. Divers détachements furent envoyés en Judée et en Maurétanie et, sous Marc Aurèle, la légion participa aux campagnes contre les Quades, les Marcomans et les Lombards. 
Après avoir appuyé le coup d’État de Septime Sévère, la légion demeura fidèle aux divers empereurs qui se succéderont durant la période dite de « l’anarchie militaire ». Au moment où fut rédigée la Notitia Dignitatum, il semble qu’un détachement se trouvait sous l’autorité du Magister militum per Orientem et servait comme détachement mobile, alors qu’un autre détachement était sous le commandement du Dux Pannoniae primae et servait comme gardienne de la frontière.
Le symbole de la légion était le taureau, insigne de toutes les légions de Jules César.

## Époque républicaine
La légion X Gemina fut utilisée pour la première fois par Jules César en 58 av. J.-C., alors que la province romaine de Gaule narbonnaise était menacée par les Germains suèves sous le commandement d'Arioviste. Elle était alors la seule légion disponible et était stationnée près de Genève. Utilisant ces légionnaires comme cavalerie (d’où le cognomen ou surnom d’Equestris), César parvint à vaincre Arioviste en 58 av. J.-C., au pied des Vosges.
Par la suite, César devait l’employer tout au long de la guerre des Gaules. Il la décrivit dans ses mémoires comme la légion à laquelle il pouvait toujours se fier. Ainsi, il raconte par exemple comment, lors du débarquement à Aquilifer en Bretagne, ses légionnaires furent les premiers à prendre pied à terre, donnant ainsi un exemple de courage aux autres légionnaires qui hésitaient face à l’ennemi. Elle était présente à la bataille du Sabis (peut-être la Selle ou la Sambre) contre les Belges en 57 av. J.-C., à l’invasion de la Bretagne (55 av. J.-C.) et pendant le siège de Gergovie en 52 av. J.-C.

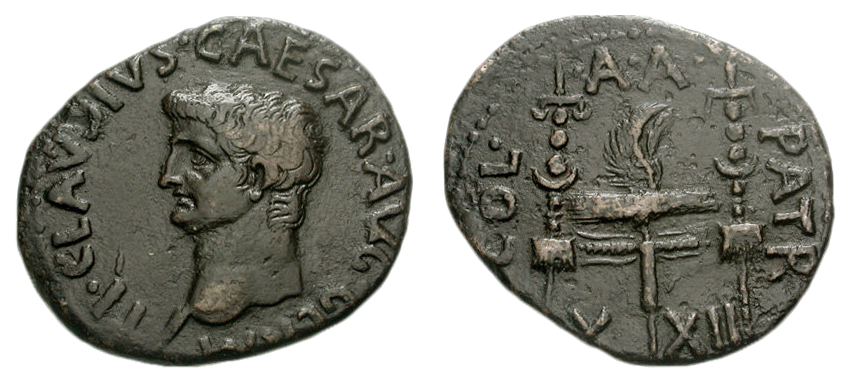
Monnaie de l’empereur Claude frappée à Patras où avaient été établis les vétérans et portant au revers les étendards des légions X et XII.

Pendant la guerre civile qui opposa César à Pompée, la X Equestris resta fidèle à César. Elle était présente en Hispanie lors de la bataille d’Ilerda en 49 av. J.-C., puis à la bataille de Dyrrhachium en juillet 48 av. J.-C., laquelle devait être suivie de la bataille de Pharsale le mois suivant. En 47/46, les combats se transportèrent en Afrique où eut lieu la bataille de Thapsus (aujourd’hui Ras Dimass, en Tunisie) puis en Espagne où les partisans de César remportèrent une victoire définitive lors de la bataille de Mundale 17 mars 45 av. J.-C. Après quoi, César dissout la légion dont il installa les vétérans dans la Colonia Narbo Martius (Narbonne),.
Après le meurtre de César, Lépide reconstitua la légion en 43/42 av. J.-C. Celle-ci devait lutter sous les ordres du triumvirat formé d’Octave (futur Auguste), de Lépide et de Marc Antoine contre les assassins de César lors de la bataille de Philippes en Macédoine occidentale. Après la victoire, les vétérans furent installés à Crémone. Par la suite, elle devait suivre Marc Antoine dans sa guerre contre les Parthes en Arménie (36-34 av. J.-C.), mais être défaite avec lui lors de la bataille d’Actium. Octave prit alors le contrôle de la légion dont il établit les légionnaires à Patras. Ceux-ci s’étant rebellés, la légion perdit son surnom d’Equestris et, après addition de légionnaires venus d’autres unités, prit celui de Gemina (les Jumelles),.

## Sous lesJulio-Claudiens
De 29 av. J.-C. à 13 av. J.-C., Octave, devenu Auguste, engagea d'importants moyens militaires pour parachever la conquête de la péninsule ibérique. Avec six autres légions (I et II Augusta, IV Macedonica, V Alaudae, VI Victrix, IX Hispana) la X Gemina fut envoyée lutter contre les Cantabres dans le nord-ouest de l'Espagne (Hispania Tarraconensis). À la fin d’une longue campagne qui dura de 25 à 13 av. J.-C., elle fut installée en garnison à Rosinos de Vidriales. Avec des soldats de la VIe légion Victrix et de la IIIe Macédonienne , ses soldats furent parmi les premiers à s’installer à Mérida, Cordoba et Zaragoza où elle participa à la construction de routes et de ponts sur la Via Augusta ,. Pendant cette période, la légion porta le titre honorifique de Victrix.
La X Gemina quitta l’Espagne en 63 : elle fut envoyée à Carnuntum (aujourd’hui à l’est de Vienne) en Pannonie sur le Danube pour remplacer la légion XV Apollinaris partie combattre en Arménie.
Durant le bref règne de Galba (68-69) la légion retourna en Espagne et fut remplacée par la VII Galbiana.

## Sous lesFlaviens

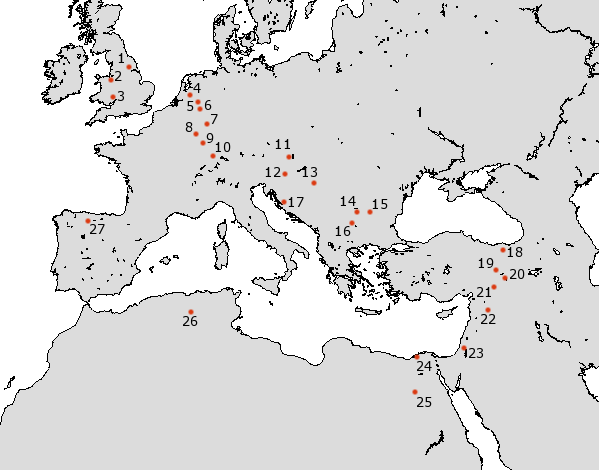
Emplacement des légions en 80. La X Gemina se trouvait à Nimègue (4) avec la XXII Primagenia.

Son séjour en Hispanie devait toutefois être bref. En 70/71, elle fut envoyée en Germanie inférieure pour prévenir de nouvelles révoltes après que l’empereur Vespasien eut réprimé l’insurrection batave. Après avoir passé l’hiver à Arenacium près de Clèves sur le Rhin inférieur où elle dut repousser les attaques des Germains, elle fut stationnée à Hünenberg, une colline près de Noviomagus (aujourd’hui Nijmegen/Nimègue) construit peu de temps auparavant par la légion II, dite Adiutrix . Le territoire qu’elle devait surveiller s’étendait sur près de 2 000 km2 entre le Rhin et la Meuse. L’arrivée de ces troupes contribua au développement économique de cette région. Près de Nimègue se trouvait un important centre de production de tuiles et de poteries. D’autres centres similaires de production étaient situés de part et d’autre du Rhin (Tegularia Transrhenana). Des légionnaires furent employés dans diverses carrières le long de la Moselle et de nombreuses inscriptions attestent le passage d’unités de la légion à Voorburg (Hollande du Sud), Neuss (Rhénanie-du-Nord-Westphalie), Gellep (près de Krefeld) et Xanten (Rhénanie-du-Nord-Westphalie). Elle devait y rester jusqu’en 103.
En 89, elle contribua à mettre fin à la rébellion de L. Antonius Saturninus, alors gouverneur de la Germanie supérieure contre l’empereur Domitien. Elle y gagna, de même que la Ire légion (Minervia), la VIe (Victrix) et la XXIIe (Primigenia), le titre de Pia Fidelis Domitiana (fidèle et loyale à Domitien) qui sera supprimé à la mort de cet empereur et à la « damnatio memoriae » prononcée par le sénat,,.

## Sous lesAntonins
Lorsque Nerva mourut en 98, son fils adoptif, Trajan (r. 98-117), devint empereur. Il se trouvait à alors à Cologne où il demeura pendant deux ans afin de fortifier le limes du Rhin inférieur. Les légionnaires de la Xe Gemina furent ainsi appelés à bâtir plusieurs fortifications le long du fleuve par exemple à Dormagen et Leiden-Roomburg ainsi qu’une digue sur le Rhin.

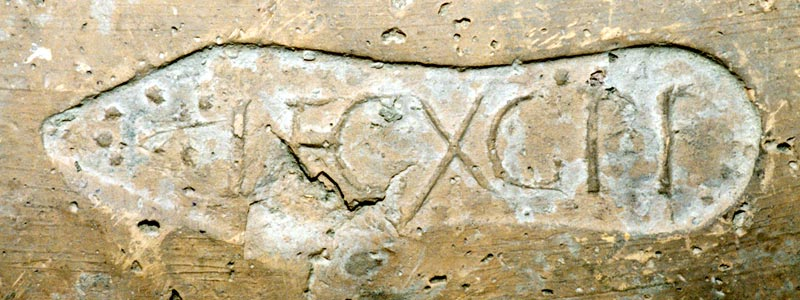
Marque en forme de sandale de la LEG(io) X G(emina) P(ia) F(idelis) trouvée à la fortification d'Ala Nova.

La frontière rétablie, diverses unités purent être transférées et la Xe Gemina fut envoyée d’abord à Aquincum (103) en Pannonie. Une unité de cette légion prit alors part à la deuxième campagne de Trajan contre les Daces aux côtés d’unités de la légion VI Victrix et I Minerva. Après la guerre, probablement en 114, la légion dans son entier fut à nouveau transférée à Vindobona (aujourd’hui Vienne en Autriche) où elle devait cependant demeurer pour les prochains trois cents ans, soit jusqu’au début du Ve siècle. Diverses inscriptions montrent que des unités participèrent aux travaux de construction des fortifications de Wallsee, Favianis, Aequinoctium, Ala Nova et Klosterneuburg.
Sous le règne d’Hadrien (r. 117-138), en 132-135, des détachements de la Xe Gemina combattirent la rébellion de Simon bar Kokhba en Judée, pendant que d’autres participèrent à la campagne contre les Parthes de Lucius Verus en 162 et propagèrent le culte de Jupiter Dolichenus sur les rives du Danube.
Un détachement de la légion fut envoyé en Mauritanie pendant le règne d’Antonin le Pieux (r. 138-161).
Durant le règne de Marc Aurèle (r. 161-180), la légion participera aux campagnes contre les Quades, Marcomans et Lombards. En Moravie, elle fournira le personnel de la garnison de Mušov (Rép. tchèque).

## Sous lesSévères
Durant la guerre civile qui suivit l’assassinat de l’empereur Commode (r. 180-192) et de son successeur, Pertinax (r. janvier-mars 193), les légions stationnées sur le Danube se déclarèrent en faveur de Septime Sévère (r. 193-211), alors gouverneur de la Pannonie supérieure. Celui-ci marcha sur Rome, invita la garde prétorienne à un banquet dans son camp. Après avoir fait désarmer les prétoriens et exécuter les meurtriers de Pertinax, il licencia les effectifs de la garde prétorienne, qui furent remplacés par des Pannoniens parmi lesquels se trouvaient probablement légionnaires de la Xe. Divers détachements semblent avoir été envoyés combattre l’usurpateur Pescennius Niger (193-194).
Tout au long du IIIe siècle caractérisé par l’anarchie militaire, la Xe se vit attribuée divers cognomen qui témoignent de sa fidélité aux nombreux empereurs qui se succéderont alors : Caracalla (211-217 : Severiana Antoniniana), Caracalla ou Héliogabale (211-217 ou 218-222 : Antoniniana), Alexandre Sévère (222-235 : Severiana), Gordien III (238-244 : Gordiana), Dèce (249-251 : Deciana) , Florian (276 : Floriana) et Carin (283-285 : Cariniana). Ces titres seront rapidement abandonnés toutefois après la damnatio memoriae suivant la destitution de ces empereurs.
Lors du conflit qui opposera Postume (r. 260-269), fondateur de l’ « Empire des Gaules » à Gallien (r. 253-268), la légion se déclarera en faveur de Gallien lequel devenu empereur lui conférera le titre de Pia VI Fidelis VI (Six fois fidèle et loyale) et frappera des monnaies en son honneur.

## Antiquité tardive

Emblème sur les boucliers du détachement "comitatus" de la Legio Decima Gemina, selon la Notitia Dignitatum.

L’empereur Valentinien Ier poursuivit la politique de renforcement du limes sur le Danube et le Rhin et conclut des ententes avec les Quades et les Sarmates iazygues permettant à Rome de construire des établissements militaires sur leurs territoires. La plus importante de ces constructions, la forteresse de Göd-Bócsaújtelep, sur un ancien territoire quade, fut commencée par une unité de la Xe, sous la conduite du dux Frigérid d’abord et reprise sous le dux Marcellianus au printemps 374. À la même période, d’autres unités de la même légion travaillaient à divers établissements sur la frontière sarmate à Bourg Dunakeszi et à Bourg Bölcske. Toutefois les Quades protestèrent contre le caractère hostile de ces constructions et, après l’assassinat de leur roi par le commandant Marcellianus durant un banquet donné officiellement en l’honneur de ce dernier, les Quades et leurs alliés iazygues envahirent la Pannonie et les travaux furent arrêtés. En juin 375, Valentinien vint en personne soumettre les Quades. Mais, insulté par une parole malheureuse d’un ambassadeur, il périt, foudroyé par un accident vasculaire cérébral et décéda en novembre 375.
Au temps où fut rédigée la Notitia Dignitatum (fin du IVe siècle), le premier détachement de la Decima Gemina était sous le commandement du Magister Militum per Orientem et constituait un comitatus ou détachement mobile, alors qu’un deuxième détachement, encore stationné à Vindobona sous le commandement du Dux Pannoniae primae et Norici ripensis, voyait à la sécurité de la frontière à titre de limitanei.